# Simulium transbaikalicum
Simulium transbaikalicum är en tvåvingeart som beskrevs av Rubtsov 1940. Simulium transbaikalicum ingår i släktet Simulium och familjen knott. Inga underarter finns listade i Catalogue of Life.